# Julien-Michel Gué
Julien-Michel Gué, né le 19 ou 25 juillet 1789 à Saint-Domingue et mort le 13 décembre 1843 à Paris, est un peintre, aquarelliste et dessinateur français.

## Biographie
Julien-Michel Gué est né le 19 ou 25 juillet 1789 à Saint-Domingue. Il est le fils de Jean-Baptiste Gué et de Jeanne-Marie Lavit. Élève de Jacques-Louis David puis de Pierre Lacour, il obtient le second prix de Rome en 1815 avec Briséis pleurant la mort de Patrocle (musée des beaux-arts de Bordeaux). Gué est un peintre qui exerce dans tous les genres : peinture d'histoire, religieuse, scènes de genre, portraits ou encore paysages. Il expose au Salon de Paris de 1819  à 1843, reçoit une médaille de deuxième classe en 1828 et une de première classe en 1831. En 1834, il est nommé chevalier de la Légion d'honneur. Il réalise pour la chapelle de Dreux Jésus devant Caïphe (musée des beaux-arts de Bordeaux) et Les Saintes femmes au tombeau du Christ (musée des beaux-arts de Rennes), achevé par son neveu Jean-Marie Oscar Gué (1809-1877).
Gué épouse en 1821 Clotilde Françoise Delon de Corbières, dont il n'a pas d'enfants. En secondes noces, il se marie le 18 juin 1831 à Paris avec Jeanne Fleurie Émilie Sillan avec qui il a deux filles, Jenny née en 1832 et Louise née en 1835.

## Œuvres
- Bordeaux :
  - musée des beaux-arts : 
    - Briséis pleurant la mort de Patrocle, 1815, huile sur toile ;
    - Jésus devant Caïphe, XIXe siècle, huile sur toile (carton pour un vitrail de la chapelle de Dreux, terminé par Oscar Gué).

  - musée des Arts décoratifs et du Design : Autoportrait de Julien-Michel Gué, vers 1825, huile sur toile.
- Versailles, musée national des châteaux de Versailles et de Trianon : Anne d'Autriche et Philippe IV arrivent dans l'île des faisans, 2 juin 1660, 1837, huile sur toile.
- Rennes, musée des beaux-arts : Les Saintes Femmes au tombeau, 1876, achevé par Jean-Marie Oscar Gué, huile sur toile.

## Élèves
- Jean-Marie Oscar Gué (1809-1877)